# Prairie Township (comté de Montgomery, Missouri)
Prairie Township est un ancien township, situé dans le comté de Montgomery, dans le Missouri, aux États-Unis,.
Le township est fondé en 1872 et baptisé en référence aux prairies situées dans ses frontières.

### Source de la traduction
- (en) Cet article est partiellement ou en totalité issu de l’article de Wikipédia en anglais intitulé « Prairie Township, Montgomery County, Missouri » (voir la liste des auteurs).